# Kenneth Carey
Kenneth Anton Carey (Los Angeles, 7 de agosto de 1893 — 4 de janeiro de 1981) foi um velejador estadunidense, campeão olímpico. Ele competiu nos Jogos Olímpicos de Verão de 1932 na classe 8 Metre e conquistou a medalha de ouro na disputa a bordo do Angelita com Owen Churchill, John Biby, Alphonse Burnand, William Cooper, Pierpont Davis, Carl Dorsey, John Huettner, Richard Moore, Alan Morgan, Robert Sutton e Thomas Webster.